# Absynth
Absynth ist ein von dem Amerikaner Brian Clevinger entwickelter Software-Synthesizer. Sein Konzept basiert auf digitaler Klangerzeugung. Absynth kombiniert klassische Verfahren (wie z. B. die subtraktive Synthese) mit moderneren Verfahren (z. B. Frequenzmodulation, Granularsynthese und Sampling), um komplexe Klangfarben und Klangflächen zu erzeugen.
Absynth kann direkt von MIDI-fähigen Instrumenten wie z. B. Keyboards oder als Plug-in von DAW-Anwendungen wie Ableton Live, Cubase, Logic oder Sonar aus angesteuert werden. Der Vertrieb von Absynth erfolgt über die Berliner Firma Native Instruments.

## Konzeption und technische Merkmale

### Halbmodularität
Das Grundkonzept von Absynth beruht auf einem dreikanaligen Aufbau der Klangerzeugung. Jeder dieser drei Kanäle verfügt wiederum über drei Module (vgl. auch Modularer Synthesizer):
- Klangsynthese: individueller Synthese-Modus für jeden Kanal (u. a. Subtraktive Synthese, Frequenzmodulation (FM), Ringmodulation, Sampling, Granularsynthese sowie Audio-Input)
- Filter: 14 verschiedene Filtertypen
- Modulation: Ring- oder Frequenzmodulation zur Veränderung des Klangs.

Die Parameter von Klangerzeugung, Filtern und Modulation lassen sich bei Absynth über Wellenformen, Hüllkurven, LFOs sowie über MIDI-Controller steuern. Wellenformen und Hüllkurven können vom Anwender selbst editiert werden. Die drei Kanäle werden über individuelle Lautstärke- und Panorama-Einstellungen in einem Master-Kanal zusammengemischt.

### Grafische Oberfläche
Gegenüber konventionellen Hardware-Synthesizern, bei denen die jeweils vom Anwender vorgenommenen Einstellungen der Klangparameter oft nur über Kontrollleuchten oder kleine Displays angezeigt werden können, bieten Software-Synthesizer die Möglichkeit, eine Vielzahl solcher Einstellungen über eine grafische Oberfläche auf dem PC-Monitor zu visualisieren. Absynth nutzt diesen Vorteil auf folgende Weisen:
- Patch-Fenster: Auf einem grafischen Patch-Feld können die Kanäle sowie die einzelnen Module ein- und abgeschaltet werden.
- Wellenform-Editor: Alle Wellenformen, die von Oszillatoren, Modulatoren oder LFOs generiert werden sollen, können vom Anwender in einem grafischen Editor entworfen und transformiert oder auch über das Frequenzspektrum manipuliert werden.
- Hüllkurven-Editor: Hüllkurven können in einem 68-stufigen Editor angelegt und mithilfe grafischer Tools transformiert werden.

## Geschichte
Absynth wurde ursprünglich von Brian Clevinger für die Mac-Os-Plattform entwickelt und ab Oktober 2000 von der Pariser Firma Rhizomatic Software als Internet-Download vertrieben. Diese erste Version verfügt bereits über die wesentlichen Merkmale, die bis heute das Design von Absynth kennzeichnen (halbmodulares Design, verschiedene Klangsynthese-Modi, grafisches Patch-Feld, Wellenform-Editor, Hüllkurven-Editor, 64-stimmige Polyphonie, MIDI-Steuerung). Clevinger schloss sich im Jahr 2001 mit Native Instruments zusammen und ist bis heute Chefentwickler der Software.
Am 9. September 2022 gab Native Instruments bekannt, dass Verkauf und Weiterentwicklung – insbesondere die native Portierung auf die Apple-Silicon-Architektur – gestoppt wird. Als Grund nannte die Firma den unverhältnismäßigen großen Aufwand, die Software auf dem neuesten Stand zu halten.